# Liste des planètes mineures (528001-529000)
Voici la liste des planètes mineures numérotées de 528001 à 529000. Les planètes mineures sont numérotées lorsque leur orbite est confirmée, ce qui peut parfois se produire longtemps après leur découverte. Elles sont classées ici par leur numéro.

## Planètes mineures 528001 à 529000
- (528001) 2008 EF133
- (528002) 2008 EW136
- (528003) 2008 EB146
- (528004) 2008 EO153
- (528005) 2008 EO157
- (528006) 2008 EV158
- (528007) 2008 EW158
- (528008) 2008 EB160
- (528009) 2008 EA161
- (528010) 2008 EF162
- (528011) 2008 EP162
- (528012) 2008 ER162
- (528013) 2008 EA163
- (528014) 2008 EG163
- (528015) 2008 EK163
- (528016) 2008 EF165
- (528017) 2008 EJ165
- (528018) 2008 EQ165
- (528019) 2008 EX166
- (528020) 2008 EN168
- (528021) 2008 EG171
- (528022) 2008 EH171
- (528023) 2008 EY171
- (528024) 2008 EZ171
- (528025) 2008 FA2
- (528026) 2008 FN3
- (528027) 2008 FS4
- (528028) 2008 FC8
- (528029) 2008 FH9
- (528030) 2008 FQ17
- (528031) 2008 FF18
- (528032) 2008 FJ19
- (528033) 2008 FM20
- (528034) 2008 FA24
- (528035) 2008 FT24
- (528036) 2008 FM30
- (528037) 2008 FD35
- (528038) 2008 FL37
- (528039) 2008 FM37
- (528040) 2008 FV37
- (528041) 2008 FU38
- (528042) 2008 FT40
- (528043) 2008 FY45
- (528044) 2008 FM46
- (528045) 2008 FK49
- (528046) 2008 FO49
- (528047) 2008 FC52
- (528048) 2008 FW52
- (528049) 2008 FA58
- (528050) 2008 FC62
- (528051) 2008 FH62
- (528052) 2008 FN64
- (528053) 2008 FG65
- (528054) 2008 FV65
- (528055) 2008 FF66
- (528056) 2008 FE73
- (528057) 2008 FA77
- (528058) 2008 FA79
- (528059) 2008 FE81
- (528060) 2008 FT83
- (528061) 2008 FY86
- (528062) 2008 FQ89
- (528063) 2008 FQ90
- (528064) 2008 FX90
- (528065) 2008 FR93
- (528066) 2008 FZ94
- (528067) 2008 FF99
- (528068) 2008 FD102
- (528069) 2008 FY102
- (528070) 2008 FA104
- (528071) 2008 FE104
- (528072) 2008 FJ105
- (528073) 2008 FV105
- (528074) 2008 FF106
- (528075) 2008 FS108
- (528076) 2008 FX108
- (528077) 2008 FJ117
- (528078) 2008 FO117
- (528079) 2008 FZ121
- (528080) 2008 FB122
- (528081) 2008 FH122
- (528082) 2008 FC123
- (528083) 2008 FL123
- (528084) 2008 FQ123
- (528085) 2008 FC125
- (528086) 2008 FJ125
- (528087) 2008 FP125
- (528088) 2008 FF133
- (528089) 2008 FX136
- (528090) 2008 FP138
- (528091) 2008 FS138
- (528092) 2008 FB139
- (528093) 2008 GR2
- (528094) 2008 GU4
- (528095) 2008 GZ8
- (528096) 2008 GA9
- (528097) 2008 GE20
- (528098) 2008 GQ20
- (528099) 2008 GB22
- (528100) 2008 GY28
- (528101) 2008 GA29
- (528102) 2008 GM30
- (528103) 2008 GQ30
- (528104) 2008 GZ31
- (528105) 2008 GU32
- (528106) 2008 GS34
- (528107) 2008 GA35
- (528108) 2008 GQ35
- (528109) 2008 GX46
- (528110) 2008 GQ47
- (528111) 2008 GL48
- (528112) 2008 GN48
- (528113) 2008 GV48
- (528114) 2008 GD50
- (528115) 2008 GV54
- (528116) 2008 GC58
- (528117) 2008 GA61
- (528118) 2008 GD64
- (528119) 2008 GF66
- (528120) 2008 GK66
- (528121) 2008 GU68
- (528122) 2008 GA75
- (528123) 2008 GL77
- (528124) 2008 GL79
- (528125) 2008 GZ80
- (528126) 2008 GH82
- (528127) 2008 GZ82
- (528128) 2008 GS86
- (528129) 2008 GY88
- (528130) 2008 GS91
- (528131) 2008 GO92
- (528132) 2008 GQ92
- (528133) 2008 GW96
- (528134) 2008 GW98
- (528135) 2008 GG99
- (528136) 2008 GO104
- (528137) 2008 GE113
- (528138) 2008 GA122
- (528139) 2008 GY122
- (528140) 2008 GO124
- (528141) 2008 GF127
- (528142) 2008 GJ130
- (528143) 2008 GD131
- (528144) 2008 GO133
- (528145) 2008 GA138
- (528146) 2008 GZ139
- (528147) 2008 GN141
- (528148) 2008 GP141
- (528149) 2008 GL143
- (528150) 2008 GT148
- (528151) 2008 GZ148
- (528152) 2008 GE149
- (528153) 2008 GH149
- (528154) 2008 GJ149
- (528155) 2008 GK149
- (528156) 2008 GO149
- (528157) 2008 GP149
- (528158) 2008 HO1
- (528159) 2008 HS3
- (528160) 2008 HU6
- (528161) 2008 HF7
- (528162) 2008 HK7
- (528163) 2008 HU11
- (528164) 2008 HC13
- (528165) 2008 HZ19
- (528166) 2008 HL20
- (528167) 2008 HF22
- (528168) 2008 HL22
- (528169) 2008 HL23
- (528170) 2008 HP25
- (528171) 2008 HC27
- (528172) 2008 HP27
- (528173) 2008 HS28
- (528174) 2008 HZ30
- (528175) 2008 HQ31
- (528176) 2008 HV40
- (528177) 2008 HP42
- (528178) 2008 HM44
- (528179) 2008 HC47
- (528180) 2008 HH47
- (528181) 2008 HR50
- (528182) 2008 HG54
- (528183) 2008 HW55
- (528184) 2008 HD58
- (528185) 2008 HD60
- (528186) 2008 HK60
- (528187) 2008 HP62
- (528188) 2008 HR62
- (528189) 2008 HR63
- (528190) 2008 HE68
- (528191) 2008 HA70
- (528192) 2008 JM1
- (528193) 2008 JL7
- (528194) 2008 JQ12
- (528195) 2008 JM16
- (528196) 2008 JH19
- (528197) 2008 JT21
- (528198) 2008 JM23
- (528199) 2008 JV23
- (528200) 2008 JW23
- (528201) 2008 JB31
- (528202) 2008 JR33
- (528203) 2008 JZ33
- (528204) 2008 JX34
- (528205) 2008 JS36
- (528206) 2008 JG40
- (528207) 2008 JQ40
- (528208) 2008 JW41
- (528209) 2008 KG1
- (528210) 2008 KF10
- (528211) 2008 KY16
- (528212) 2008 KN17
- (528213) 2008 KK28
- (528214) 2008 KJ33
- (528215) 2008 KY36
- (528216) 2008 KK39
- (528217) 2008 KP39
- (528218) 2008 KR39
- (528219) 2008 KV42
- (528220) 2008 KN43
- (528221) 2008 KQ43
- (528222) 2008 LO2
- (528223) 2008 LW6
- (528224) 2008 LB10
- (528225) 2008 LF15
- (528226) 2008 MT3
- (528227) 2008 MP4
- (528228) 2008 NC2
- (528229) 2008 OQ12
- (528230) 2008 OX21
- (528231) 2008 OL22
- (528232) 2008 PX3
- (528233) 2008 PG12
- (528234) 2008 QB8
- (528235) 2008 QA21
- (528236) 2008 QK29
- (528237) 2008 QS34
- (528238) 2008 QO41
- (528239) 2008 QR47
- (528240) 2008 RM3
- (528241) 2008 RF10
- (528242) 2008 RG10
- (528243) 2008 RP14
- (528244) 2008 RM18
- (528245) 2008 RU19
- (528246) 2008 RO36
- (528247) 2008 RB38
- (528248) 2008 RK40
- (528249) 2008 RC46
- (528250) 2008 RK47
- (528251) 2008 RN56
- (528252) 2008 RA75
- (528253) 2008 RX85
- (528254) 2008 RL89
- (528255) 2008 RC100
- (528256) 2008 RC102
- (528257) 2008 RC103
- (528258) 2008 RR103
- (528259) 2008 RO104
- (528260) 2008 RJ106
- (528261) 2008 RF109
- (528262) 2008 RO109
- (528263) 2008 RR112
- (528264) 2008 RL114
- (528265) 2008 RS123
- (528266) 2008 RX124
- (528267) 2008 RG126
- (528268) 2008 RZ136
- (528269) 2008 RC139
- (528270) 2008 RQ141
- (528271) 2008 RZ141
- (528272) 2008 RN145
- (528273) 2008 RA146
- (528274) 2008 RZ147
- (528275) 2008 RF148
- (528276) 2008 RO148
- (528277) 2008 RR148
- (528278) 2008 RV148
- (528279) 2008 RB149
- (528280) 2008 RE149
- (528281) 2008 RG149
- (528282) 2008 SY
- (528283) 2008 SZ8
- (528284) 2008 SW11
- (528285) 2008 SD16
- (528286) 2008 SW20
- (528287) 2008 SD27
- (528288) 2008 SC30
- (528289) 2008 SJ40
- (528290) 2008 SM40
- (528291) 2008 SL44
- (528292) 2008 SJ46
- (528293) 2008 SV49
- (528294) 2008 SQ51
- (528295) 2008 SY51
- (528296) 2008 SV54
- (528297) 2008 SQ57
- (528298) 2008 SQ66
- (528299) 2008 SD72
- (528300) 2008 SY73
- (528301) 2008 SF77
- (528302) 2008 SM77
- (528303) 2008 SW83
- (528304) 2008 SY84
- (528305) 2008 SY92
- (528306) 2008 SG97
- (528307) 2008 SK100
- (528308) 2008 ST105
- (528309) 2008 SJ107
- (528310) 2008 SZ109
- (528311) 2008 SK114
- (528312) 2008 SJ117
- (528313) 2008 SN118
- (528314) 2008 SO119
- (528315) 2008 SY121
- (528316) 2008 SX123
- (528317) 2008 SX125
- (528318) 2008 SB126
- (528319) 2008 SQ126
- (528320) 2008 ST130
- (528321) 2008 SJ133
- (528322) 2008 SX133
- (528323) 2008 SE136
- (528324) 2008 SK136
- (528325) 2008 SR140
- (528326) 2008 SR141
- (528327) 2008 SQ145
- (528328) 2008 SF150
- (528329) 2008 SU161
- (528330) 2008 SQ180
- (528331) 2008 SD182
- (528332) 2008 SM182
- (528333) 2008 SY183
- (528334) 2008 SC184
- (528335) 2008 SV184
- (528336) 2008 SS186
- (528337) 2008 SW186
- (528338) 2008 SW191
- (528339) 2008 SQ192
- (528340) 2008 SQ196
- (528341) 2008 SA206
- (528342) 2008 SM216
- (528343) 2008 SC219
- (528344) 2008 SM219
- (528345) 2008 SV219
- (528346) 2008 SB221
- (528347) 2008 SV221
- (528348) 2008 SP228
- (528349) 2008 SM229
- (528350) 2008 SZ230
- (528351) 2008 SX235
- (528352) 2008 SG236
- (528353) 2008 SJ237
- (528354) 2008 ST237
- (528355) 2008 SK240
- (528356) 2008 SM244
- (528357) 2008 SY247
- (528358) 2008 ST248
- (528359) 2008 SU248
- (528360) 2008 SF251
- (528361) 2008 SQ251
- (528362) 2008 SY254
- (528363) 2008 SW255
- (528364) 2008 SH259
- (528365) 2008 SN259
- (528366) 2008 SP263
- (528367) 2008 SF268
- (528368) 2008 SZ268
- (528369) 2008 SL270
- (528370) 2008 SM273
- (528371) 2008 SO274
- (528372) 2008 SE278
- (528373) 2008 SR278
- (528374) 2008 SY278
- (528375) 2008 SQ279
- (528376) 2008 SZ280
- (528377) 2008 SX283
- (528378) 2008 SZ284
- (528379) 2008 SC288
- (528380) 2008 SL290
- (528381) 2008 ST291
- (528382) 2008 SX294
- (528383) 2008 SF295
- (528384) 2008 SO297
- (528385) 2008 SE299
- (528386) 2008 SJ299
- (528387) 2008 SY303
- (528388) 2008 SL306
- (528389) 2008 SN307
- (528390) 2008 SD308
- (528391) 2008 SL308
- (528392) 2008 SC312
- (528393) 2008 SP312
- (528394) 2008 SX312
- (528395) 2008 SO313
- (528396) 2008 SP313
- (528397) 2008 SZ313
- (528398) 2008 TS4
- (528399) 2008 TY15
- (528400) 2008 TQ19
- (528401) 2008 TQ25
- (528402) 2008 TQ30
- (528403) 2008 TF40
- (528404) 2008 TU51
- (528405) 2008 TG52
- (528406) 2008 TK52
- (528407) 2008 TO52
- (528408) 2008 TM62
- (528409) 2008 TV62
- (528410) 2008 TL65
- (528411) 2008 TX65
- (528412) 2008 TR67
- (528413) 2008 TW67
- (528414) 2008 TO69
- (528415) 2008 TB71
- (528416) 2008 TP79
- (528417) 2008 TV79
- (528418) 2008 TQ80
- (528419) 2008 TO81
- (528420) 2008 TE83
- (528421) 2008 TW84
- (528422) 2008 TG85
- (528423) 2008 TQ90
- (528424) 2008 TP91
- (528425) 2008 TG94
- (528426) 2008 TA96
- (528427) 2008 TD96
- (528428) 2008 TW96
- (528429) 2008 TT100
- (528430) 2008 TE102
- (528431) 2008 TA107
- (528432) 2008 TR107
- (528433) 2008 TT108
- (528434) 2008 TC112
- (528435) 2008 TH115
- (528436) 2008 TQ116
- (528437) 2008 TU116
- (528438) 2008 TX124
- (528439) 2008 TR125
- (528440) 2008 TV128
- (528441) 2008 TS131
- (528442) 2008 TF132
- (528443) 2008 TD133
- (528444) 2008 TB134
- (528445) 2008 TR135
- (528446) 2008 TA136
- (528447) 2008 TX141
- (528448) 2008 TP143
- (528449) 2008 TJ148
- (528450) 2008 TX151
- (528451) 2008 TV158
- (528452) 2008 TR160
- (528453) 2008 TM163
- (528454) 2008 TO163
- (528455) 2008 TE164
- (528456) 2008 TV166
- (528457) 2008 TO167
- (528458) 2008 TP170
- (528459) 2008 TQ172
- (528460) 2008 TY173
- (528461) 2008 TZ173
- (528462) 2008 TU176
- (528463) 2008 TW180
- (528464) 2008 TM181
- (528465) 2008 TT186
- (528466) 2008 TQ189
- (528467) 2008 TT189
- (528468) 2008 TR191
- (528469) 2008 TC192
- (528470) 2008 TH193
- (528471) 2008 TM193
- (528472) 2008 TO193
- (528473) 2008 UJ
- (528474) 2008 UN2
- (528475) 2008 UV2
- (528476) 2008 UD4
- (528477) 2008 UT12
- (528478) 2008 UB13
- (528479) 2008 UG26
- (528480) 2008 UA27
- (528481) 2008 UN28
- (528482) 2008 US32
- (528483) 2008 UE35
- (528484) 2008 UO38
- (528485) 2008 UY44
- (528486) 2008 UJ45
- (528487) 2008 UC51
- (528488) 2008 UC53
- (528489) Ntuef
- (528490) 2008 UW55
- (528491) 2008 UT59
- (528492) 2008 UM60
- (528493) 2008 UO60
- (528494) 2008 UZ68
- (528495) 2008 UT70
- (528496) 2008 UU71
- (528497) 2008 UE72
- (528498) 2008 UO72
- (528499) 2008 UU73
- (528500) 2008 UM78
- (528501) 2008 UX79
- (528502) 2008 UN81
- (528503) 2008 UR81
- (528504) 2008 UB83
- (528505) 2008 UW87
- (528506) 2008 UO92
- (528507) 2008 UC95
- (528508) 2008 UX105
- (528509) 2008 UL106
- (528510) 2008 UY109
- (528511) 2008 UH111
- (528512) 2008 UL111
- (528513) 2008 UG114
- (528514) 2008 UE115
- (528515) 2008 UW115
- (528516) 2008 UY115
- (528517) 2008 UR116
- (528518) 2008 UU116
- (528519) 2008 UM121
- (528520) 2008 UZ122
- (528521) 2008 UH123
- (528522) 2008 UC124
- (528523) 2008 UA125
- (528524) 2008 UP125
- (528525) 2008 UO127
- (528526) 2008 UP133
- (528527) 2008 UL138
- (528528) 2008 UX140
- (528529) 2008 UX142
- (528530) 2008 UX147
- (528531) 2008 UE154
- (528532) 2008 UF159
- (528533) 2008 UK160
- (528534) 2008 UW164
- (528535) 2008 UQ165
- (528536) 2008 UL171
- (528537) 2008 UJ178
- (528538) 2008 UE179
- (528539) 2008 UA180
- (528540) 2008 UL183
- (528541) 2008 UK184
- (528542) 2008 UP186
- (528543) 2008 UC195
- (528544) 2008 UY206
- (528545) 2008 UJ207
- (528546) 2008 UU207
- (528547) 2008 UK208
- (528548) 2008 UH217
- (528549) 2008 UH219
- (528550) 2008 UE221
- (528551) 2008 UT227
- (528552) 2008 US228
- (528553) 2008 UD230
- (528554) 2008 UR231
- (528555) 2008 UL233
- (528556) 2008 UR234
- (528557) 2008 UM239
- (528558) 2008 UT243
- (528559) 2008 UT246
- (528560) 2008 UJ252
- (528561) 2008 US252
- (528562) 2008 UC256
- (528563) 2008 UZ259
- (528564) 2008 UR260
- (528565) 2008 UC267
- (528566) 2008 UO269
- (528567) 2008 UY269
- (528568) 2008 UE270
- (528569) 2008 UY274
- (528570) 2008 UO286
- (528571) 2008 UP286
- (528572) 2008 UK289
- (528573) 2008 UH291
- (528574) 2008 UH292
- (528575) 2008 UQ301
- (528576) 2008 UQ302
- (528577) 2008 UN306
- (528578) 2008 UJ322
- (528579) 2008 UR323
- (528580) 2008 UR324
- (528581) 2008 UD328
- (528582) 2008 UX333
- (528583) 2008 UL337
- (528584) 2008 UL338
- (528585) 2008 UR339
- (528586) 2008 UO341
- (528587) 2008 UF344
- (528588) 2008 UE347
- (528589) 2008 UO347
- (528590) 2008 UW347
- (528591) 2008 UO350
- (528592) 2008 UU351
- (528593) 2008 UK354
- (528594) 2008 UA356
- (528595) 2008 UV356
- (528596) 2008 UL357
- (528597) 2008 UQ360
- (528598) 2008 UR360
- (528599) 2008 UP363
- (528600) 2008 UM367
- (528601) 2008 UY367
- (528602) 2008 UJ369
- (528603) 2008 UL374
- (528604) 2008 UM374
- (528605) 2008 UO374
- (528606) 2008 UP374
- (528607) 2008 UT374
- (528608) 2008 UX375
- (528609) 2008 VU4
- (528610) 2008 VO10
- (528611) 2008 VS11
- (528612) 2008 VS16
- (528613) 2008 VX24
- (528614) 2008 VD25
- (528615) 2008 VO26
- (528616) 2008 VP38
- (528617) 2008 VM40
- (528618) 2008 VR43
- (528619) 2008 VZ48
- (528620) 2008 VY50
- (528621) 2008 VF52
- (528622) 2008 VQ52
- (528623) 2008 VK58
- (528624) 2008 VT59
- (528625) 2008 VN62
- (528626) 2008 VP63
- (528627) 2008 VS67
- (528628) 2008 VZ69
- (528629) 2008 VM70
- (528630) 2008 VT70
- (528631) 2008 VA72
- (528632) 2008 VC72
- (528633) 2008 VT72
- (528634) 2008 VY73
- (528635) 2008 VE76
- (528636) 2008 VR77
- (528637) 2008 VB82
- (528638) 2008 VH82
- (528639) 2008 VT82
- (528640) 2008 VU82
- (528641) 2008 WX1
- (528642) 2008 WP8
- (528643) 2008 WR8
- (528644) 2008 WX14
- (528645) 2008 WA17
- (528646) 2008 WL20
- (528647) 2008 WL21
- (528648) 2008 WB24
- (528649) 2008 WT29
- (528650) 2008 WX32
- (528651) 2008 WE47
- (528652) 2008 WJ47
- (528653) 2008 WA48
- (528654) 2008 WQ48
- (528655) 2008 WU50
- (528656) 2008 WU67
- (528657) 2008 WN69
- (528658) 2008 WD70
- (528659) 2008 WK73
- (528660) 2008 WH77
- (528661) 2008 WT81
- (528662) 2008 WQ83
- (528663) 2008 WR83
- (528664) 2008 WV93
- (528665) 2008 WN99
- (528666) 2008 WA100
- (528667) 2008 WX102
- (528668) 2008 WN110
- (528669) 2008 WP112
- (528670) 2008 WC113
- (528671) 2008 WO115
- (528672) 2008 WX122
- (528673) 2008 WS123
- (528674) 2008 WW125
- (528675) 2008 WC128
- (528676) 2008 WP130
- (528677) 2008 WJ131
- (528678) 2008 WJ143
- (528679) 2008 WO143
- (528680) 2008 WQ143
- (528681) 2008 WX143
- (528682) 2008 WB144
- (528683) 2008 WE144
- (528684) 2008 XM2
- (528685) 2008 XC14
- (528686) 2008 XG22
- (528687) 2008 XJ31
- (528688) 2008 XN31
- (528689) 2008 XP31
- (528690) 2008 XM39
- (528691) 2008 XP44
- (528692) 2008 XE50
- (528693) 2008 XM57
- (528694) 2008 YU
- (528695) 2008 YG2
- (528696) 2008 YT4
- (528697) 2008 YY7
- (528698) 2008 YH8
- (528699) 2008 YO11
- (528700) 2008 YB12
- (528701) 2008 YF15
- (528702) 2008 YS15
- (528703) 2008 YK18
- (528704) 2008 YP21
- (528705) 2008 YH22
- (528706) 2008 YL28
- (528707) 2008 YR32
- (528708) 2008 YG35
- (528709) 2008 YV35
- (528710) 2008 YY45
- (528711) 2008 YV47
- (528712) 2008 YB48
- (528713) 2008 YZ49
- (528714) 2008 YF55
- (528715) 2008 YL55
- (528716) 2008 YH63
- (528717) 2008 YC64
- (528718) 2008 YS64
- (528719) 2008 YP74
- (528720) 2008 YC79
- (528721) 2008 YU79
- (528722) 2008 YG84
- (528723) 2008 YJ84
- (528724) 2008 YV84
- (528725) 2008 YQ91
- (528726) 2008 YK93
- (528727) 2008 YL94
- (528728) 2008 YC97
- (528729) 2008 YH99
- (528730) 2008 YS104
- (528731) 2008 YP113
- (528732) 2008 YB119
- (528733) 2008 YA120
- (528734) 2008 YV120
- (528735) 2008 YC126
- (528736) 2008 YS126
- (528737) 2008 YW133
- (528738) 2008 YH138
- (528739) 2008 YJ138
- (528740) 2008 YV141
- (528741) 2008 YB142
- (528742) 2008 YS148
- (528743) 2008 YH149
- (528744) 2008 YD150
- (528745) 2008 YU150
- (528746) 2008 YZ153
- (528747) 2008 YE158
- (528748) 2008 YL161
- (528749) 2008 YH164
- (528750) 2008 YQ172
- (528751) 2008 YY174
- (528752) 2008 YU175
- (528753) 2008 YW175
- (528754) 2008 YX175
- (528755) 2008 YY175
- (528756) 2009 AS
- (528757) 2009 AU8
- (528758) 2009 AH9
- (528759) 2009 AR15
- (528760) 2009 AO17
- (528761) 2009 AS18
- (528762) 2009 AO20
- (528763) 2009 AC24
- (528764) 2009 AA31
- (528765) 2009 AU31
- (528766) 2009 AA37
- (528767) 2009 AJ42
- (528768) 2009 AA45
- (528769) 2009 AT45
- (528770) 2009 AP47
- (528771) 2009 AU51
- (528772) 2009 AV51
- (528773) 2009 AH52
- (528774) 2009 AQ52
- (528775) 2009 BU3
- (528776) 2009 BS6
- (528777) 2009 BB8
- (528778) 2009 BF11
- (528779) 2009 BU13
- (528780) 2009 BU14
- (528781) 2009 BH18
- (528782) 2009 BP19
- (528783) 2009 BM22
- (528784) 2009 BC23
- (528785) 2009 BN23
- (528786) 2009 BT25
- (528787) 2009 BX27
- (528788) 2009 BT30
- (528789) 2009 BT31
- (528790) 2009 BF36
- (528791) 2009 BR36
- (528792) 2009 BO37
- (528793) 2009 BR38
- (528794) 2009 BG46
- (528795) 2009 BM48
- (528796) 2009 BV48
- (528797) 2009 BB52
- (528798) 2009 BS52
- (528799) 2009 BV52
- (528800) 2009 BG53
- (528801) 2009 BF54
- (528802) 2009 BE56
- (528803) 2009 BJ56
- (528804) 2009 BJ58
- (528805) 2009 BM60
- (528806) 2009 BP61
- (528807) 2009 BL71
- (528808) 2009 BW71
- (528809) 2009 BM72
- (528810) 2009 BX74
- (528811) 2009 BS83
- (528812) 2009 BP86
- (528813) 2009 BY88
- (528814) 2009 BG91
- (528815) 2009 BB92
- (528816) 2009 BP96
- (528817) 2009 BS100
- (528818) 2009 BM103
- (528819) 2009 BN105
- (528820) 2009 BU110
- (528821) 2009 BO114
- (528822) 2009 BV115
- (528823) 2009 BA118
- (528824) 2009 BH121
- (528825) 2009 BU123
- (528826) 2009 BQ124
- (528827) 2009 BZ125
- (528828) 2009 BT132
- (528829) 2009 BA135
- (528830) 2009 BJ136
- (528831) 2009 BN136
- (528832) 2009 BV137
- (528833) 2009 BD140
- (528834) 2009 BD142
- (528835) 2009 BP143
- (528836) 2009 BS144
- (528837) 2009 BA145
- (528838) 2009 BY145
- (528839) 2009 BX153
- (528840) 2009 BT155
- (528841) 2009 BZ159
- (528842) 2009 BB169
- (528843) 2009 BA171
- (528844) 2009 BC177
- (528845) 2009 BQ179
- (528846) 2009 BZ183
- (528847) 2009 BD185
- (528848) 2009 BG187
- (528849) 2009 BK192
- (528850) 2009 BP192
- (528851) 2009 BW192
- (528852) 2009 BX192
- (528853) 2009 BZ192
- (528854) 2009 BA193
- (528855) 2009 BC193
- (528856) 2009 BH193
- (528857) 2009 CT
- (528858) 2009 CB2
- (528859) 2009 CR5
- (528860) 2009 CH13
- (528861) 2009 CF19
- (528862) 2009 CU21
- (528863) 2009 CZ22
- (528864) 2009 CZ33
- (528865) 2009 CF35
- (528866) 2009 CX39
- (528867) 2009 CK42
- (528868) 2009 CA43
- (528869) 2009 CJ44
- (528870) 2009 CB47
- (528871) 2009 CQ48
- (528872) 2009 CO49
- (528873) 2009 CW49
- (528874) 2009 CY50
- (528875) 2009 CY51
- (528876) 2009 CL60
- (528877) 2009 CB65
- (528878) 2009 CG67
- (528879) 2009 CH67
- (528880) 2009 CN67
- (528881) 2009 DS6
- (528882) 2009 DP15
- (528883) 2009 DF18
- (528884) 2009 DG18
- (528885) 2009 DK22
- (528886) 2009 DZ24
- (528887) 2009 DN25
- (528888) 2009 DC26
- (528889) 2009 DT34
- (528890) 2009 DD36
- (528891) 2009 DB37
- (528892) 2009 DS42
- (528893) 2009 DW46
- (528894) 2009 DR47
- (528895) 2009 DF48
- (528896) 2009 DA49
- (528897) 2009 DF51
- (528898) 2009 DR52
- (528899) 2009 DJ54
- (528900) 2009 DQ54
- (528901) 2009 DY56
- (528902) 2009 DZ58
- (528903) 2009 DR61
- (528904) 2009 DX66
- (528905) 2009 DQ74
- (528906) 2009 DE78
- (528907) 2009 DL83
- (528908) 2009 DN88
- (528909) 2009 DS94
- (528910) 2009 DG96
- (528911) 2009 DT102
- (528912) 2009 DS103
- (528913) 2009 DF114
- (528914) 2009 DZ114
- (528915) 2009 DC117
- (528916) 2009 DN122
- (528917) 2009 DE124
- (528918) 2009 DK131
- (528919) 2009 DT131
- (528920) 2009 DS132
- (528921) 2009 DG136
- (528922) 2009 DB145
- (528923) 2009 DF146
- (528924) 2009 DK146
- (528925) 2009 DL146
- (528926) 2009 DM146
- (528927) 2009 DN146
- (528928) 2009 DP146
- (528929) 2009 EV1
- (528930) 2009 ET8
- (528931) 2009 EV14
- (528932) 2009 EQ20
- (528933) 2009 EA25
- (528934) 2009 EF30
- (528935) 2009 EQ32
- (528936) 2009 ER32
- (528937) 2009 ES32
- (528938) 2009 ET32
- (528939) 2009 FH15
- (528940) 2009 FL15
- (528941) 2009 FP18
- (528942) 2009 FN25
- (528943) 2009 FU26
- (528944) 2009 FB44
- (528945) 2009 FQ47
- (528946) 2009 FH50
- (528947) 2009 FH52
- (528948) 2009 FG54
- (528949) 2009 FX54
- (528950) 2009 FY54
- (528951) 2009 FK63
- (528952) 2009 FJ64
- (528953) 2009 FW64
- (528954) 2009 FG65
- (528955) 2009 FY68
- (528956) 2009 FB71
- (528957) 2009 FY72
- (528958) 2009 FO76
- (528959) 2009 FR79
- (528960) 2009 FA80
- (528961) 2009 FG80
- (528962) 2009 FR81
- (528963) 2009 FS81
- (528964) 2009 FU81
- (528965) 2009 GD6
- (528966) 2009 HZ
- (528967) 2009 HU6
- (528968) 2009 HN7
- (528969) 2009 HO7
- (528970) 2009 HU7
- (528971) 2009 HD13
- (528972) 2009 HM15
- (528973) 2009 HC22
- (528974) 2009 HH22
- (528975) 2009 HG23
- (528976) 2009 HL26
- (528977) 2009 HW26
- (528978) 2009 HE27
- (528979) 2009 HC30
- (528980) 2009 HP37
- (528981) 2009 HR46
- (528982) 2009 HU53
- (528983) 2009 HL61
- (528984) 2009 HM65
- (528985) 2009 HO67
- (528986) 2009 HA69
- (528987) 2009 HT69
- (528988) 2009 HQ70
- (528989) 2009 HW76
- (528990) 2009 HX78
- (528991) 2009 HE82
- (528992) 2009 HX89
- (528993) 2009 HE91
- (528994) 2009 HM93
- (528995) 2009 HU100
- (528996) 2009 HY102
- (528997) Tanakatakenori
- (528998) 2009 HK108
- (528999) 2009 HV108
- (529000) 2009 HZ108